# Grand Prix-wegrace van de Verenigde Staten 2009
De Grand Prix-wegrace van de Verenigde Staten 2009 was de achtste race van het wereldkampioenschap wegrace-seizoen 2009. De race werd verreden op 5 juli 2009 op Laguna Seca nabij Monterey, Californië, Verenigde Staten. Tijdens deze race waren de 250cc en 125cc afwezig.

## Uitslag

### MotoGP
James Toseland werd gediskwalificeerd omdat hij een ride through penalty negeerde.
| Pos | No | Rijder           | Constructeur | Ronden | Tijd              | Grid | Punten |
| --- | -- | ---------------- | ------------ | ------ | ----------------- | ---- | ------ |
| 1   | 3  | Dani Pedrosa     | Honda        | 32     | 44:01.580         | 4    | 25     |
| 2   | 46 | Valentino Rossi  | Yamaha       | 32     | +0.344            | 2    | 20     |
| 3   | 99 | Jorge Lorenzo    | Yamaha       | 32     | +1.926            | 1    | 16     |
| 4   | 27 | Casey Stoner     | Ducati       | 32     | +12.432           | 3    | 13     |
| 5   | 69 | Nicky Hayden     | Ducati       | 32     | +21.663           | 8    | 11     |
| 6   | 24 | Toni Elías       | Honda        | 32     | +22.041           | 6    | 10     |
| 7   | 5  | Colin Edwards    | Yamaha       | 32     | +30.201           | 7    | 9      |
| 8   | 7  | Chris Vermeulen  | Suzuki       | 32     | +32.857           | 9    | 8      |
| 9   | 14 | Randy de Puniet  | Honda        | 32     | +40.325           | 14   | 7      |
| 10  | 33 | Marco Melandri   | Kawasaki     | 32     | +48.028           | 11   | 6      |
| 11  | 15 | Alex de Angelis  | Honda        | 32     | +48.810           | 12   | 5      |
| 12  | 88 | Niccolò Canepa   | Ducati       | 32     | +1:18.531         | 16   | 4      |
| DNF | 4  | Andrea Dovizioso | Honda        | 6      | Ongeluk           | 5    |        |
| DNF | 59 | Sete Gibernau    | Ducati       | 6      | Ongeluk           | 13   |        |
| DNF | 65 | Loris Capirossi  | Suzuki       | 3      | Ongeluk           | 10   |        |
| DNF | 41 | Gábor Talmácsi   | Honda        | 3      | Ongeluk           | 17   |        |
| DSQ | 52 | James Toseland   | Yamaha       |        | Gediskwalificeerd | 15   |        |

## Tussenstand na wedstrijd

### MotoGP
| Pos | Nr | Rijder          | Team   | Punten |
| --- | -- | --------------- | ------ | ------ |
| 1   | 46 | Valentino Rossi | Yamaha | 151    |
| 2   | 99 | Jorge Lorenzo   | Yamaha | 142    |
| 3   | 27 | Casey Stoner    | Ducati | 135    |
| 4   | 3  | Dani Pedrosa    | Honda  | 92     |
| 5   | 5  | Colin Edwards   | Yamaha | 76     |

1961 · 1962 · 1963 · 1964 · 1965 · 1988 · 1989 · 1990 · 1991 · 1993 · 1994 · 2005 · 2006 · 2007 · 2008 · 2009 · 2010 · 2011 · 2012 · 2013